# Walter Huston
Walter Huston   (Toronto, 6 d'abril de 1883 - Hollywood, 7 d'abril de 1950), de nom verdader Walter Houghston va ser un actor estatunidenc.

## Biografia
Va començar la seva carrera al teatre abans de guanyar Hollywood i de fer-se una de les primeres grans estrelles de l'era del cinema sonor amb pel·lícules com Codi criminal o Desengany. Es va emportar l'Oscar al millor actor secundari per a El tresor de Sierra Madre dirigida pel seu fill John Huston.
Va crear en escena (en la comèdia musical Knickerbocker Holiday a Broadway el 1938) i en disc September Song de Kurt Weill i Maxwell Anderson.
Va morir de resultes d'una ruptura d'aneurisma cardíaca, l'endemà del seu 66è aniversari.

## Filmografia selecta
- The Lady Lies (1929) amb Claudette Colbert
- El virginià (The Virginian) (1929) de Victor Fleming amb Gary Cooper
- The Virtuous Sin (1930) amb Kay Francis
- The Bad Man (1930)
- Abraham Lincoln (1930) de D.W. Griffith
- The Beast of the City (1932) de Charles Brabin amb Jean Harlow i Jean Hersholt
- American Madness (1932) amb Pat O'Brien
- Pluja (Rain) (1932) de Lewis Milestone amb Joan Crawford
- Ann Vickers (1933)
- Gabriel Over the White House (1933) amb Franchot Tone
- Desengany (Dodsworth) (1936) de William Wyler amb Ruth Chatterton, Mary Astor, i David Niven
- Rhodes of Africa (1936)
- The Devil and Daniel Webster (1941) de William Dieterle amb James Craig, Edward Arnold, i Anne Shirley
- El Falcó Maltès (The Maltese Falcon) (1941) de John Huston
- Swamp Water (1941) amb Walter Brennan i Anne Baxter
- The Shanghai Gesture de Josef von Sternberg (1942) amb Gene Tierney
- Yankee Doodle Dandy (1942) de Michael Curtiz amb James Cagney
- Fora de la llei (The Outlaw) (1943) de Howard Hawks amb Thomas Mitchell i Jane Russell
- Edge of Darkness (1943) amb Errol Flynn i Ann Sheridan
- Mission to Moscow (1943) de Michael Curtiz
- And Then There Were None (1945) de René Clair
- Dragon Seed (1944)
- Dragonwyck (1946) de Joseph L. Mankiewicz amb Gene Tierney i Vincent Price
- Duel in the Sun de King Vidor (1946) amb Joseph Cotten, Gregory Peck i Jennifer Jones
- El tresor de Sierra Madre (The Treasure of the Sierra Madre) de John Huston (1948) amb Humphrey Bogart i Tim Holt
- The Furies d'Anthony Mann (1950) amb Wendell Corey i Barbara Stanwyck

## Premis i nominacions

### Premis
- 1949 - Oscar al millor actor secundari per El tresor de Sierra Madre
- 1949 - Globus d'Or al millor actor secundari per El tresor de Sierra Madre

### Nominacions
- 1937 - Oscar al millor actor per Desengany
- 1942 - Oscar al millor actor per The Devil and Daniel Webster
- 1943 - Oscar al millor actor secundari per Yankee Doodle Dandy